# Борнашова, Лилия Борисовна
Лилия Борисовна Борнашова — телевизионный, кино, и  театральный режиссер, художественный руководитель независимой театральной антрепризы «Багаж» (Москва) 

## Биография
Родилась 10 мая 1961 года в Урюпинске. Волгоградской области.  Отец Борис Сергеевич Борнашов — актёр Тамбовского драматического театра, секретарь Тамбовского отделения «Союза театральных деятелей», основатель и директор тамбовского Дома творческих работников (1970—1990) (впоследствии названного его именем). Мать — Валентина Григорьевна Борнашова (урожд. Пономаренко), педагог, учитель начальных классов. 
В 1984 г. Закончила режиссерско-театральное отделение Тамбовского института культуры (специализация "режиссура эстрадно-массовых шоу и зрелищ).
В 1985 году прошла дополнительное обучение в Санкт-Петербургском институте театра и музыки и кинематографии режиссер детского театра (мастерская н.а. РСФСР З. Корогодского)
В 90х работала на телевидении в программах: «Времечко» (НТВ), «Новости культуры»(Первый канал), «Город 095» (СТС), «Из жизни женщин» (Рен-ТВ), «Дата» (ТВЦ) и др.
2010 — режиссер отдела Промо  телеканала «Культура»
В 2013 году основала независимую театральную антрепризу «Багаж», став его художественным руководителем и режиссером-постановщиком всех спектаклей.

## Награды
Лилия — дважды лауреат Международного театрального фестиваля национальных театров «Москва-город мира», дважды лауреат Московского фестиваля независимых театров «Московская обочина», лауреат фестиваля «Московская весна», поощрительный диплом Посольства Норвегии «За лучшую пьесу о Норвегии на московской сцене» и др.

## Спектакли
- «Московские каникулы» по одноименной пьесе Андрея Кузнецова[2].
- «Одна интересная вещь» по рассказу Константина Паустовского «Корзина с еловыми шишками».
- «Мечта индивидуального пошива» по пьесе Евгения Пермяка «Ясное солнышко»[3].
- «На память, Алла» спектакль посвященный Алле Николаевне Баяновой[3].
- "Счастье" пьесе Александра Червинского "Счастье мое"
- «Живи вечно!» по роману Василия Гроссмана «Жизнь и Судьба».
- «Соло для виолончели» по рассказам Аверченко, Андерсена, Зощенко.
- «Зеленые берега» по одноименному роману Геннадия Алексеева «Зеленые берега»[4][5].
- Комедия "Бимбо" по пьесе Валерия Туголукова
- Спектакль "Суламифь" по повести Александра Куприна и "Песни песней"
- Мюзикл "Norma" по пьесе Владимира Дëмина
- "Я люблю Шопена" по пьесе Лилии Борнашовой
- "Откровения Бернардайн" по пьесе Валерия Туголукова

Фильмы:
Фильм «А радуга осталась» о Юрии Никулине, снятый для «Первого канала».
Авторский фильм: «Мой добрый папа Борнашов» (телекомпания «Новый век», театральное агентство «Багаж»).
Короткометражный фильм "Ангел мой" по одноименной пьесе и стихам Бориса Гринберга
Короткометражный фильм "Соня любит, Соня не любит" по одноимённому рассказу Анны Ястриж